# Licomělice

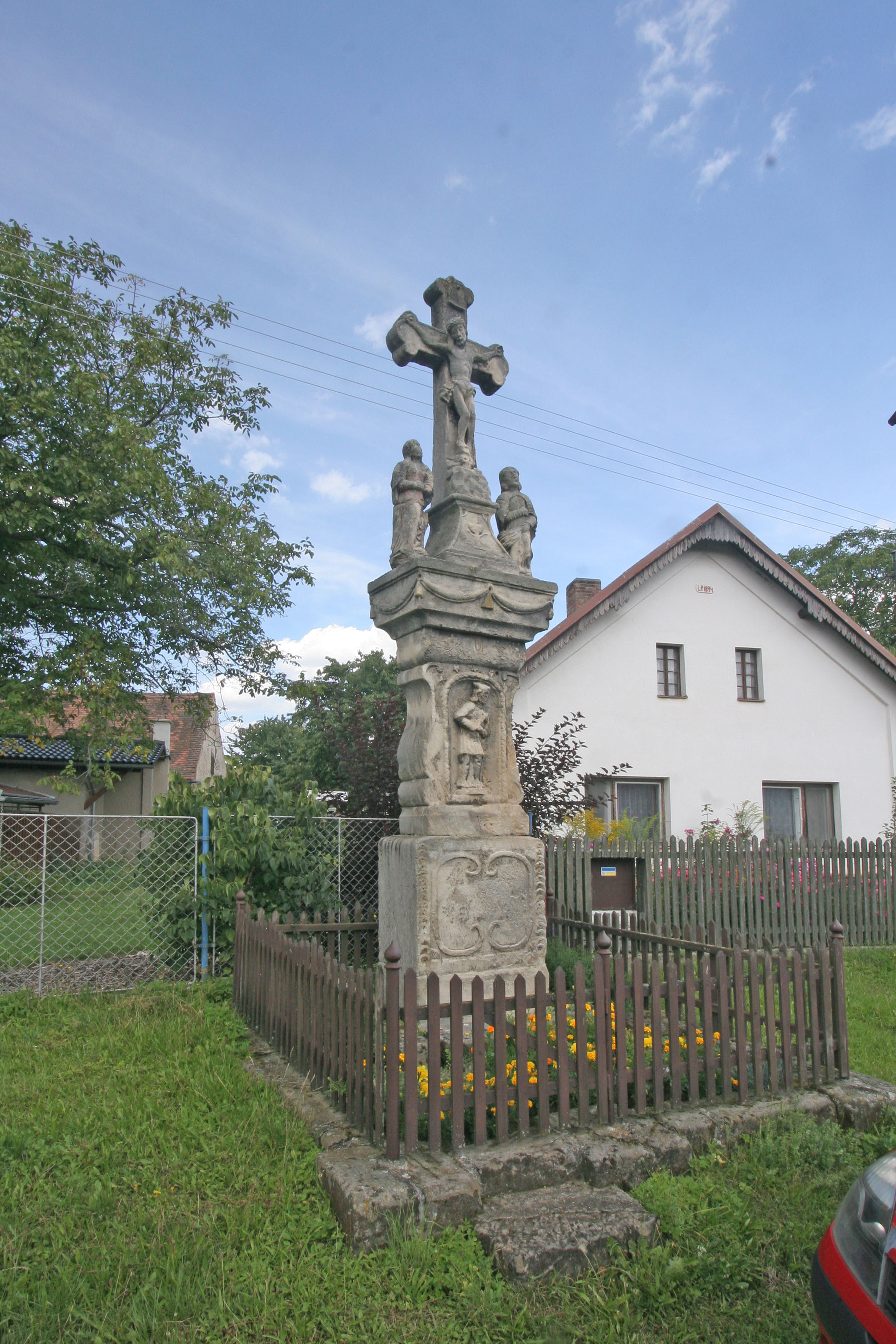
Kreuz

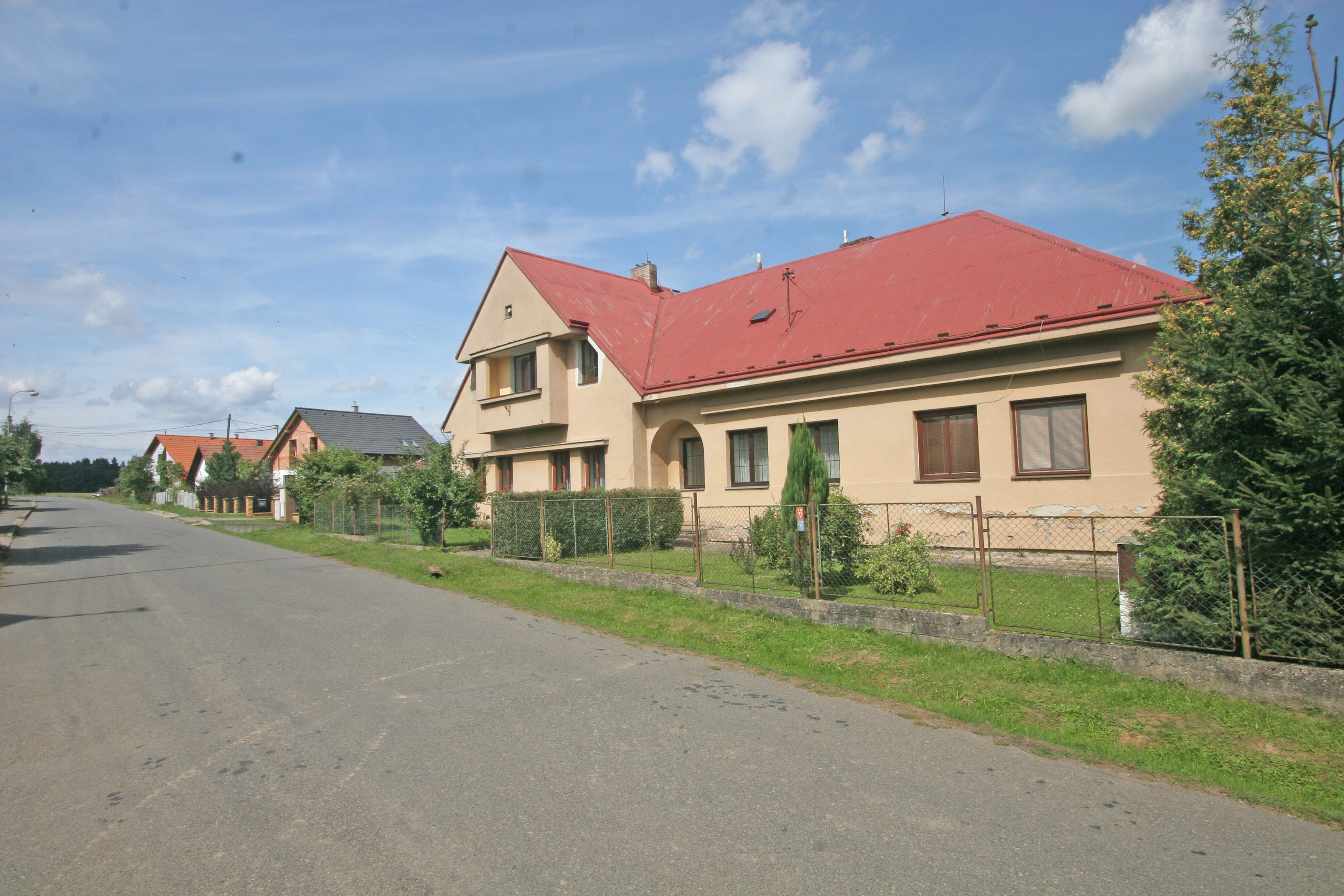
Dorfstraße

Licomělice (deutsch Litzomielitz) ist ein Ortsteil der Gemeinde Načešice in Tschechien. Er liegt fünf Kilometer westlich von Heřmanův Městec und gehört zum Okres Chrudim.

## Geographie
Licomělice befindet sich linksseitig des Baches Struha im Eisengebirge (Železné hory). Westlich des Dorfes entspringt die Malá Struha.
Nachbarorte sind Rašovy, V Koži und Svojšice im Norden, Stojice, V Pazderně und Dolní Raškovice im Nordosten, Načešice und Vlastějov im Osten, Habřiny und Vyžice im Südosten, Slavkovice und Jetonice im Süden, Licoměřice im Südwesten, Březinka und Hošťalovice im Westen sowie Bukovina u Přelouče, Holotín und Na Skalkách im Nordwesten.

## Geschichte
Die erste urkundliche Erwähnung von Wieczemělice erfolgte 1382 zusammen mit dem Städtchen Heřmanův Městec und weiteren Dörfern als Besitz des Heřman von Mrdice. Das zu den Gütern der Feste Mrdice gehörige Dorf lag an einem bei Vicemilice dolní aus dem Czaslauer Becken über den Vicemilicer Pass ins Gebirge und weiter zum nahegelegenen Strenitzer Landessteig führenden Handelsweg, der durch die Feste Stoupec geschützt wurde. Seit dem 15. Jahrhundert gehörte das als Vícomělice, Vícemilice, Vícemělice bzw. Vícoměřice bezeichnete Dorf zu den Gütern der Lichtenburg. Zur Unterscheidung von Vícemilice dolní wurde das Dorf im 16. Jahrhundert Vícemilice horní genannt. Zwischen 1572 und 1577 gehörte das Dorf kurzzeitig der Böhmischen Krone, danach wurde es Teil des Gutes Stolany.
Seit dem Anfang des 17. Jahrhunderts unterstand das Dorf dem Richter in Načešice. Der heutige Ortsname Licomělice wird seit dem 17. Jahrhundert verwendet. 1608 verkaufte Kaiser Rudolf II. das Gut Stolany an Ladislaus Berka von Dubá, der es mit dem Gut Heřmanův Městec vereinte. 1631 schenkte Johann Dietrich Berka von Dubá seinen Anteil des Dorfes mit 67 Böhmischen Strich Ackerland dem Spital in Heřmanův Městec. Zu dieser Zeit bestand Licomělice aus acht Anwesen, von denen fünf zur Herrschaft Choltitz und drei dem Spital in Heřmanův Městec gehörten. Später gelangte der dem Spital gehörige Anteil wieder an die Herrschaft Heřmanův Městec.
Im Jahre 1833 bestand das im Chrudimer Kreis gelegene Dorf Litzomielitz bzw. Licomělice aus 41 Häusern, in denen 257 Personen lebten. Zwölf der Häuser mit 72 Einwohnern gehörten zur Herrschaft Choltitz. Pfarrort war Heřmanmiestetz, der Choltitzer Anteil war nach Turkowitz eingepfarrt. Bis zur Mitte des 19. Jahrhunderts blieb Litzomielitz anteilig der Allodialherrschaft Heřmanmiestetz bzw. der Herrschaft Choltitz untertänig.
Nach der Aufhebung der Patrimonialherrschaften bildete Licomělice ab 1849 eine Gemeinde im Gerichtsbezirk Chrudim. Ab 1868 gehörte die Gemeinde zum politischen Bezirk Chrudim. Zu Beginn des 20. Jahrhunderts wurde Habřiny als Ortsteil geführt. 1964 erfolgte die Eingemeindung nach Načešice. 1979 entstand ein neues Spritzenhaus.

## Ortsgliederung
Zu Licomělice gehört der Wohnplatz Habřiny (Habrina). Der Ortsteil bildet einen Katastralbezirk.

## Sehenswürdigkeiten
- Steinernes Kreuz
- Gefallenendenkmal
- Burgstall Stoupec, im Wald südwestlich des Dorfes